# Collections from the Whiteout
Collections from the Whiteout — четвертий студійний альбом британського співака, автора пісень Бена Говарда, випущений 26 березня 2021 року.

## Сингли
Прем'єра головного синглу «What a Day» відбулась на BBC Radio 1 із Annie Mac 26 січня, 2021 року. другим синглом з альбому став трек «Crowhurst's Meme», реліз якого відбувся 2 лютого 2021 року. Наступними були релізи синглів «Far Out» та «Follies Fixture» 26 лютого цього ж року.
Прем'єра п'ятого сингла «Sorry Kid» відбулась знову на BBC Radio 1 із Annie Mac, але уже 22 березня 2021 року.

## Сприйняття критиків
Музичні критики зустріли альбом схвальними відгуками. На Metacritic альбом отримав 70 балів зі 100 можливих.

## Комерційний успіх
Collections from the Whiteout дебютував на першій сходинці офіційного чарту альбомів UK Albums Chart із продажами в перший тиждень релізу — 15 621 копія.

## Список композицій
1. Follies Fixture
2. What a Day
3. Crowhurst's Meme
4. Finders Keepers
5. Far Out
6. Rookery
7. You Have Your Way
8. Sage That She Was Burning
9. Sorry Kid
10. Unfurling
11. Metaphysical Cantations
12. Make Arrangements
13. The Strange Last Flight of Richard Russell
14. Buzzard

Бонусні композиції
1. Rumble Strip
2. London Portrait

Автором усіх композицій був Бен Говард, над окремими треками він працював спільно з Аароном деснером та Юзефом Дайєсом.